# Sistema Aguas de Huixquilucan

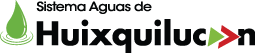

El Organismo Público Descentralizado para la Prestación de los Servicios de Agua Potable, Drenaje y Tratamiento de Aguas Residuales del Municipio de Huixquilucan es el encargado de vigilar la continuidad y cobertura del suministro de agua potable en este municipio del Estado de México.

## Origen
Mediante sesiones de cabildo con fecha de 30 de mayo y 14 de junio de 2002 se discutió y aprobó la creación del Organismo Público Descentralizado para la Prestación de los Servicios de Agua Potable, Drenaje y Tratamiento de Aguas Residuales del Municipio de Huixquilucan, misma que fue aprobada en pleno por el Poder Legislativo del Estado de Toluca y publicada en la Gaceta del Gobierno del Estado de México el 9 de diciembre de 2002.

## Funciones
- Prestar los servicios de suministro de agua potable, drenaje y tratamiento de aguas residuales.
- Participar en coordinación con los Gobiernos Federal, Estatal y Municipal en los establecimientos de las políticas, lineamientos y especificaciones técnicas, conforme a los cuales deberá efectuarse la construcción, ampliación, rehabilitación, administración, operación, conservación y mantenimiento de los sistemas de agua potable, drenaje y tratamiento de aguas residuales.
- Planear y programar la prestación de los servicios de suministro de agua potable, drenaje y tratamiento de aguas residuales.
- Realizar por sí o a través de terceros de conformidad con la ley, las obras de infraestructura hidráulica, incluida su operación, conservación y mantenimiento.

## Organigrama
La estructura orgánica y los titulares de área del Organismo Público Descentralizado para la Prestación de los Servicios de Agua Potable, Drenaje y Tratamiento de Aguas Residuales al 1 de abril de 2013 son como siguen:
Arturo Martínez Alfaro
Director General
Guadalupe Bornacini Jiménez
Secretario Particular
Fidel Alejandro Soto Usigli
Coordinador de Planeación, Estrategia, Control y Seguimiento
Manuel Sansores Tatua
Director de Administración y Finanzas
Rutilio Pilar Morales
Director de Operación y Construcción
Roberto Miranda
Contralor Interno
Oscar Francisco Díaz Lira
Coordinador de Proyectos Especiales
Gerson Espejel
Subdirector de Administración y Finanzas
Sergio Téllez Huertas
Subdirector de Cobranza y Padrón de Contribuyentes
Aldo Acevedo Sánchez
Subdirector de Innovación, Calidad y Atención a Contribuyentes
Justiniano Morales Gutiérrez
Subdirector de Operación, Construcción y Mantenimiento
Omar Daniel Hernández Rodríguez
Subdirector de Asuntos Jurídicos